# 71e régiment d'infanterie (Highland)
Pour les articles homonymes, voir 71e régiment.
Le 71e régiment d'infanterie (en anglais : 71st Regiment of Foot), également connu sous le nom de MacLeod's Highlanders, était un régiment écossais des Highlands dans l'Armée britannique, levé en tant que 73e régiment d'infanterie en 1777. Pendant les réformes Childers, il fusionne avec le 74e régiment d'infanterie (Highland), devenant le 1er bataillon du Highland Light Infantry en 1881.

## Histoire

### Formation
Le régiment a été formé à Elgin par le major-général John Mackenzie, Seigneur MacLeod sous le nom de 73e régiment d'infanterie (Highland) ou MacLeod's Highlanders à partir des clans des Highlands en décembre 1777. Un deuxième bataillon a été levé en septembre 1778. Le premier bataillon s'est embarqué pour l'Inde en janvier 1779 et, après avoir débarqué quelques troupes à Gorée au Sénégal, il est arrivé à Madras en janvier 1780. Les compagnies de flanc ont été capturées à Conjeveram en septembre 1780 lors de la seconde guerre anglo-mysore. Le bataillon a ensuite participé à la bataille de Porto Novo en juillet 1781, à la bataille de Pollilur en août 1781 et à la bataille de Sholinghur en septembre 1781.

### Guerres napoléoniennes
En 1804, un deuxième bataillon a été levé mais est resté en Écosse tout au long du conflit. Le premier bataillon a embarqué pour le Cap de Bonne-Espérance en août 1805 et a participé à la bataille de Blaauwberg en janvier 1806. Ensuite, il a pris part à la campagne contre Buenos Aires, où le bataillon a été capturé. Le bataillon a été reformé et a pris part à la guerre péninsulaire en juin 1808.